# Diasporaministerium
Als Diasporaministerium bezeichnet man ein Ministerium mit dem Portefeuille der Angelegenheiten der Auslands-Bürger (Expatriate, Diaspora). Es gibt sie vornehmlich in den Staaten, in denen es eine bedeutende Auswanderungs- oder zumindest Auslandsaufenthaltsproblematik gibt (also eine große Anzahl von Staatsangehörigen im Ausland, Migrationsphänomene), aber auch mit historischer Vertriebenenproblematik oder größeren Minderheiten des eigenen Kulturkreises in anderen Staaten (Exilantenproblematik). Sonst sind die Agenden der Auslandsbürger an einem Außenministerium oder Innenministerium und die der Exilanten auch an einem Sozial- oder Kulturministerium angesiedelt.

## Liste
Stand: 1/2014
| Land     | Ministerium | kurz      | Portefeuilles und Anmerkungen                                                     | Minister                                                                            |
| -------- | --- | --------- | --------------------------------------------------------------------------------- | ----------------------------------------------------------------------------------- |
| Dominica | Ministry of Employment, Trade, Industry and Diaspora Affairs                                                                    | ?         | Arbeit, Handel, Industrie und Diaspora                                            | Minister of Diaspora Affairs                                                        |
| Gambia   | Ministerium für auswärtige Angelegenheiten                                                                                      | MOFA      | Auswärtige Angelegenheiten, Internationale Zusammenarbeit und Auslands-Gambier    |                                                                                     |
| Georgien | დიასპორის საკითხებში საქართველოს სახელმწიფო მინისტრის აპარატი Diasporis sakitkhebshi sakartvelos sakhelmtsipo ministris aparati | ?         | Staatsamt für Diasporafragen                                                      |                                                                                     |
| Haiti    | Ministère des Haïtiens vivant à l’Etranger                                                                                      | MAVE      | für Haitianer im Ausland                                                          | Ministre des Haïtiens vivant à l’Etranger                                           |
| Indien   | Ministry of Overseas Indian Affairs                                                                                             | MOIA      | für überseeische indische Angelegenheiten                                         |                                                                                     |
| Israel   | משרד ההסברה והתפוצות | masbirim  | Diplomatie und Diaspora seit 1999, in wechselnder Kombination mit anderen Agenden | שר והתפוצות                                                                         |
| Marokko  | Ministère Chargé des Marocains Résidant à l'Étranger et des Affaires de la Migration                                            | mcmre     | Diaspora und Migrantenangelegenheiten                                             | Ministre Chargé des Marocains Résidant à l’Etranger et des Affaires de la Migration |
| Serbien  | Министарство вера и дијаспоре Ministarstvo Vera i dijasporu                                                                     | МВД / MZD | Religion und Diaspora                                                             | Министар дијаспоре Ministar dijasporu                                               |
| Syrien   | لوزارة الخارجية والمغتربين / Ministry of Foreign Affairs and Expatriates                                                        | MOFA      | Auswärtige Angelegenheiten und Expatriierte                                       | siehe Liste                                                                         |